# Alan (Alta Garona)
Alan és un municipi occità de Gascunya, situat al departament de l'Alta Garona i a la regió d'Occitània. L'1 de gener del 2022 tenia 289 habitants.